# Bolesław Fleszar
Bolesław Józef Fleszar (ur. 17 grudnia 1933 w Wólce Pełkińskiej, zm. 30 listopada 2023 w Górnie) – polski chemik, profesor nauk chemicznych, specjalista w zakresie technologii chemicznej, rektor Politechniki Rzeszowskiej w latach 1981–1982, senator I kadencji.

## Życiorys
Syn Józefa i Katarzyny. W 1958 ukończył studia na Wydziale Matematyczno-Fizyczno-Chemicznym Uniwersytetu Łódzkiego. W 1966 uzyskał stopień doktora, a w 1972 habilitował się. Tytuł profesorski w zakresie nauk chemicznych otrzymał w 1996. Początkowo pracował jako nauczyciel w technikum chemicznym. Zawodowo był związany z Politechniką Rzeszowską, kierował Katedrą Chemii Ogólnej i Elektrochemii, a w latach 1981–1982 zajmował stanowisko rektora tej uczelni (odwołany za działalność opozycyjną). Był członkiem Polskiego Towarzystwa Chemicznego.
Od 1980 działał w NSZZ „Solidarność”. W 1981 został wiceprzewodniczącym Stowarzyszenia Pamięci gen. Władysława Sikorskiego w Rzeszowie. Od 1988 do 1990 zasiadał w Diecezjalnej Radzie Kultury. Od 1989 do 1991 z ramienia Komitetu Obywatelskiego zasiadał w Senacie I kadencji, reprezentując województwo rzeszowskie. W wyborach parlamentarnych w 1993 bez powodzenia kandydował z ramienia Bezpartyjnego Bloku Wspierania Reform.
Od 2001 był przez kilka lat związany z Ligą Polskich Rodzin. Przystąpił do związanego z Radiem Maryja stowarzyszenia „Nasza przyszłość – Polska”. Był też członkiem Akademickiego Klubu Obywatelskiego im. Prezydenta Lecha Kaczyńskiego w Poznaniu.
Został pochowany na cmentarzu Wilkowyja w Rzeszowie.

## Odznaczenia i wyróżnienia
W 1995, za wybitne zasługi dla nauki polskiej i osiągnięcia w pracy dydaktycznej, został odznaczony przez prezydenta Lecha Wałęsę Krzyżem Kawalerskim Orderu Odrodzenia Polski. W 2019, za wybitne zasługi w działalności na rzecz przemian demokratycznych w Polsce, za pracę naukowo-badawczą, dydaktyczną i społeczną, prezydent Andrzej Duda nadał mu Krzyż Oficerski tego orderu. W 2020 odznaczony Krzyżem Wolności i Solidarności.
W 2018 otrzymał tytuł doktora honoris causa Politechniki Rzeszowskiej.